# Потолочная плитка
Потолочная плитка — вид строительных отделочных материалов для облицовки потолков в жилых помещениях. Основным материалом для её изготовления является пенополистирол (разновидность пенопласта). Плитка представляет собой квадраты с длиной стороны 0,5 м, которые крепятся к потолку при помощи клея.

## Виды
- штампованная
- экструдированная
- инжекционная

## Дополнительные потолочные элементы
Для декорирования потолка используются дополнительные элементы, также изготавливаемые из пенополистирола:
- плинтуса
- уголки
- розетты
- молдинги